# 継田淳
継田 淳（つぎた じゅん、1974年 - ）は、日本の脚本家、映画監督。秋田県出身。

## 経歴
日本大学芸術学部映画学科を卒業。1999年、監督作品の『にくいあなた』が第21回ぴあフィルムフェスティバルにてIMAGICA賞を受賞する。その後、脚本家として『ラッパー慕情』『山形スクリーム』『ヒーローマニア-生活-』『GIVER 復讐の贈与者』『スカム』、監督として『CLAMPドラマ ホリック〜xxxHOLiC〜（4話、5話）』 BELLRING少女ハート主演の映画『BELLRING少女ハートの6次元ギャラクシー』などを手がける。

## フィルモグラフィー

### 映画
- にくいあなた（1999年） - 監督
- ラッパー慕情（2004年） - 脚本・編集
- 山形スクリーム（2009年） - 脚本
- 細菌列島（2009年） - 脚本
- 爆発! スケ番☆ハンターズ 総括殴り込み作戦（2010年） - 編集
- 戦闘少女 血の鉄仮面伝説（2010年） - 脚本
- 富江 アンリミテッド（2011年） - 脚本
- ゾンビアス（2011年） - 脚本
- 怪談新耳袋 異形（2012年） - 脚本
- 劇場版 はらぺこヤマガミくん（2012年） - 脚本
- めめめのくらげ（2013年） - 脚本
- ヌイグルマーZ（2014年） - 脚本
- BELLRING少女ハートの6次元ギャラクシー（2014年） - 監督・脚本・編集
- マザー（2014年） - 脚本
- 虎影（2015年） - 脚本
- ヒーローマニア-生活-（2016年） - 脚本
- HiGH&LOW THE MOVIE（2016年） - 脚本協力
- 聖ゾンビ女学院（2017年）- 脚本 ※ 遊佐和寿との共同脚本[2]
- 全員死刑（2017年） - 脚本
- 探偵は、今夜も憂鬱な夢を見る。 (2017) - 脚本
- 店番（2018年）- 監督 ※ ショートフィルム
- 似田貝（2020年） - 監督 ※ ショートフィルム

### テレビドラマ
- 古代少女ドグちゃん （2009年、MBS） - 脚本
- ウルトラゾーン （2011年 - 2012年、テレビ神奈川 他） - 監督
- CLAMPドラマ ホリック〜xxxHOLiC〜 （2013年、WOWOW） - 脚本・監督
- デッドストック〜未知への挑戦〜 （2017年、テレビ東京） - 脚本
- GIVER 復讐の贈与者 （2018年、テレビ東京） - 脚本
- スカム （2019年、MBS、Netflix） - 脚本
- ホームルーム （2020年、MBS） - 脚本
- ウルトラマンシリーズ
  - ウルトラマンZ（2020年、テレビ東京） - 脚本[3]
  - ウルトラマントリガー NEW GENERATION TIGA（2021年、テレビ東京） - 脚本[4]
  - ウルトラマンデッカー（2022年、テレビ東京） - 脚本[5]
  - ウルトラマンブレーザー（2023年、テレビ東京） - 脚本[6]
  - ウルトラマンアーク（2024年、テレビ東京） - シリーズ構成・メイン脚本[7]
- 嗤う淑女（2024年、東海テレビ・フジテレビ） - 脚本